# Choranthias tenuis
Choranthias tenuis  (Nichols, 1920), es la única especie del género Choranthias. Es un pez óseo marino perteneciente a la familia Serranidae y a la subfamilia Anthiinae.

## Distribución
Procede del Océano Atlántico, donde está habita fondos rocosos, por lo general entre los 55 y los 150 m de profundidad. Está presente desde Carolina del Norte a la Guyana.

## Descripción
Tiene un cuerpo alargado y comprimido lateralmente que no supera los 9 cm. Las aletas pectorales y ventrales son pálidas, los ojos amarillos. El cuerpo es rosa-anaranjado claro, virando a amarillo en dirección a la cabeza.

## Biología
Vive en cardúmenes y se alimenta de plancton.

## Conservación
Esta especie está clasificada como "en riesgo mínimo" (LC) en la lista roja de IUCN porque es común en su área de distribución y no está particularmente amenazada.